# Adanak
Adanak (ros. Аданак) – wieś w Rosji, w Dagestanie, w rejonie karabudachkienckim. W 2010 liczyła 1464 mieszkańców, głównie Kumyków.